# Foho Uauwe
Der Foho Uauwe (kurz Uauwe) ist ein osttimoresischer Berg im Verwaltungsamt Maubara (Gemeinde Liquiçá). Er hat eine Höhe von 1019 m und befindet sich im Westen der Aldeia Vatumori im Suco Gugleur. Südlich liegt das Dorf Kepelara und nordöstlich der Foho Vatumori (1041 m).